# Chilibre
Chilibre es una de las 26 subdivisiones del distrito de Panamá. Se sitúa al norte del área metropolitana de la Ciudad de Panamá y del centro de la Ciudad de Panamá. Colinda con los corregimientos de Ancón al oeste, Las Cumbres, Alcalde Díaz, al sur y Caimitillo al este. La localidad tiene 53.955 habitantes (2010).